# Péninsule de Bataan
Pour les articles homonymes, voir Bataan (homonymie).

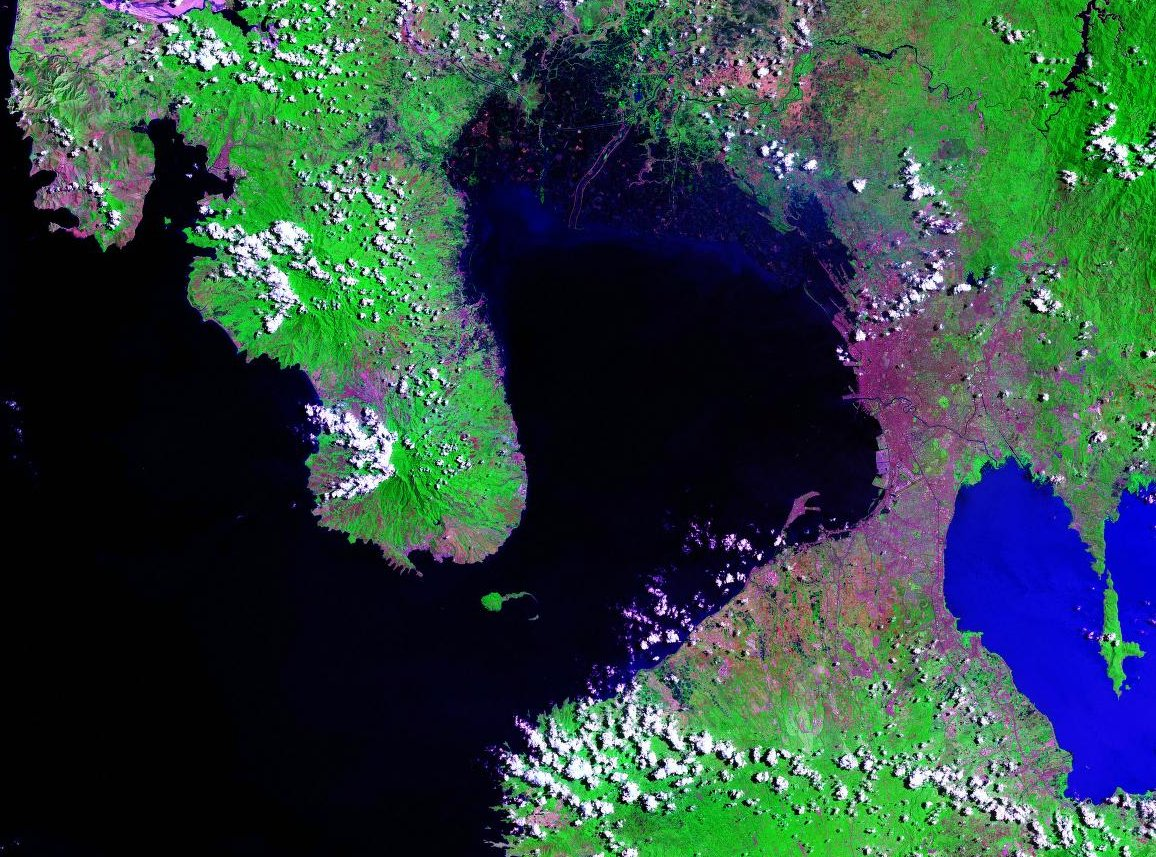
Photo satellite de la péninsule avec la baie de Manille à gauche

La péninsule de Bataan est une extension rocheuse des Zambales Mountains, sur l'île de Luçon aux Philippines. Elle sépare la baie de Manille de la mer de Chine méridionale et ferme la baie de Subic à l'ouest. On y trouve le Mont Natib (1 253 m) au nord et les Mariveles Mountains au sud dont le Mont Samat.
La province de Bataan est située sur la péninsule. Durant la Seconde Guerre mondiale, elle servit d'ultime lieu de résistance lors de l'invasion japonaise des Philippines des troupes filippo-américaines de MacArthur, ainsi que celui de la terrible Marche de la mort de Bataan. Un mémorial sur le mont Samat rappelle cet épisode tragique.